# Reynal & Hitchcock
Reynal & Hitchcock war ein Verlag in New York City. Er wurde 1933 von Eugene Reynal und Curtice Hitchcock gegründet. Reynal & Hitchcock erwarben die Rechte an Adolf Hitlers Mein Kampf für die USA und veröffentlichten am 28. Februar 1939 eine ungekürzte, übersetzte Version.
Er war auch der Verlag von George Orwells Dickens, Dali & Others. Weitere bekannte Autoren, deren Werke (ggf. als Übersetzungen) bei Reynal & Hitchcock veröffentlicht wurden, waren Bertolt Brecht, Le Corbusier, Rosamond Lehmann, Arthur Miller, John Llewellyn Rhys und Antoine de Saint-Exupéry.
1948 wurde Reynal & Hitchcock von Brace Harcourt Trade Publishers übernommen.